# Vattenpolo vid olympiska sommarspelen
Vattenpolo har funnits med vid olympiska sommarspelen sedan år 1900. Damerna började tävla i sporten 100 år senare, vid olympiska sommarspelen 2000 i Sydney. Ungern, USA och Italien har dominerat sporten.

## Medaljtabell
| Medaljer, vattenpolo 1900-2012 | Medaljer, vattenpolo 1900-2012 | Medaljer, vattenpolo 1900-2012 | Medaljer, vattenpolo 1900-2012 | Medaljer, vattenpolo 1900-2012 | Medaljer, vattenpolo 1900-2012 |
| Pl.                            | Nation                         | Guld                           | Silver                         | Brons                          | Totalt                         |
| ------------------------------ | ------------------------------ | ------------------------------ | ------------------------------ | ------------------------------ | ------------------------------ |
| 1                              | Ungern                         | 9                              | 3                              | 3                              | 15                             |
| 2                              | Italien                        | 4                              | 2                              | 2                              | 8                              |
| 3                              | Storbritannien                 | 4                              | 0                              | 0                              | 4                              |
| 4                              | Jugoslavien                    | 3                              | 5                              | 3                              | 11                             |
| 5                              | Ryssland                       | 2                              | 3                              | 5                              | 10                             |
| 6                              | USA                            | 1                              | 5                              | 4                              | 10                             |
| 7                              | Sovjetunionen                  | 2                              | 2                              | 3                              | 7                              |
| 8                              | Tyskland                       | 1                              | 2                              | 0                              | 3                              |
| 8                              | Spanien                        | 1                              | 2                              | 0                              | 3                              |
| 10                             | Kroatien                       | 1                              | 1                              | 0                              | 2                              |
| 11                             | Frankrike                      | 1                              | 0                              | 3                              | 4                              |
| 12                             | Australien                     | 1                              | 0                              | 2                              | 3                              |
| 12                             | Nederländerna                  | 1                              | 0                              | 2                              | 3                              |
| 14                             | Belgien                        | 0                              | 4                              | 2                              | 6                              |
| 15                             | Sverige                        | 0                              | 1                              | 2                              | 3                              |
| 16                             | Grekland                       | 0                              | 1                              | 0                              | 1                              |
| 17                             | OSS                            | 0                              | 0                              | 1                              | 1                              |
| 17                             | Västtyskland                   | 0                              | 0                              | 1                              | 1                              |

## Medaljörer

### Herrar
| Spel                | Guld           | Silver                 | Brons                       |
| Paris 1900          | Storbritannien | Belgien                | Frankrike (1) Frankrike (2) |
| Saint Louis 1904    | USA (1)        | USA (2)                | USA (3)                     |
| London 1908         | Storbritannien | Belgien                | Sverige                     |
| Stockholm 1912      | Storbritannien | Sverige                | Belgien                     |
| Antwerpen 1920      | Storbritannien | Belgien                | Sverige                     |
| Paris 1924          | Frankrike      | Belgien                | USA                         |
| Amsterdam 1928      | Tyskland       | Ungern                 | Frankrike                   |
| Los Angeles 1932    | Ungern         | Tyskland               | USA                         |
| Berlin 1936         | Ungern         | Tyskland               | Belgien                     |
| London 1948         | Italien        | Ungern                 | Nederländerna               |
| Helsingfors 1952    | Ungern         | Jugoslavien            | Italien                     |
| Melbourne 1956      | Ungern         | Jugoslavien            | Sovjetunionen               |
| Rom 1960            | Italien        | Sovjetunionen          | Ungern                      |
| Tokyo 1964          | Ungern         | Jugoslavien            | Sovjetunionen               |
| Mexico City 1968    | Jugoslavien    | Sovjetunionen          | Ungern                      |
| München 1972        | Sovjetunionen  | Ungern                 | USA                         |
| Montréal 1976       | Ungern         | Italien                | Nederländerna               |
| Moskva 1980         | Sovjetunionen  | Jugoslavien            | Ungern                      |
| Los Angeles 1984    | Jugoslavien    | USA                    | Västtyskland                |
| Seoul 1988          | Jugoslavien    | USA                    | Sovjetunionen               |
| Barcelona 1992      | Italien        | Spanien                | Förenade laget              |
| Atlanta 1996        | Spanien        | Kroatien               | Italien                     |
| Sydney 2000         | Ungern         | Ryssland               | Jugoslavien                 |
| Aten 2004           | Ungern         | Serbien och Montenegro | Ryssland                    |
| Peking 2008         | Ungern         | USA                    | Serbien                     |
| London 2012         | Kroatien       | Italien                | Serbien                     |
| Rio de Janeiro 2016 | Serbien        | Kroatien               | Italien                     |
| Tokyo 2020          | Serbien        | Grekland               | Ungern                      |

### Damer
| Spel                | Guld          | Silver   | Brons      |
| Sydney 2000         | Australien    | USA      | Ryssland   |
| Aten 2004           | Italien       | Grekland | USA        |
| Peking 2008         | Nederländerna | USA      | Australien |
| London 2012         | USA           | Spanien  | Australien |
| Rio de Janeiro 2016 | USA           | Italien  | Ryssland   |
| Tokyo 2020          | USA           | Spanien  | Ungern     |